# Lac Puruvesi
Le lac Puruvesi est un lac d'eau douce de l'est de la Finlande.

## Caractéristiques
Le lac Puruvesi est un sous-bassin du lac Saimaa. 
Sa superficie est de  420,86 km2.
Il est connecté au sud-est au sous-bassin du Pihlajavesi. 
Il possède 420 îles.
Le Puruvesi est situé sur les municipalités anniences de Kerimäki, Kesälahti et Punkaharju, en Savonie du Sud et en Carélie du Nord, maintenant sur Savonlinna et Kitee.